# Ваиеа (округ)
Ваиеа (англ. Vaiea) — один из 13 округов Ниуэ (владение Новой Зеландии). Административным центром округа является одноимённая деревня.

## Географическая характеристика
Округ Ваиеа расположен в южной части острова Ниуэ. Его площадь составляет 5,4 км².

Граничит с округами: Авателе и Хакупу. На юге и юго-западе омывается Тихим океаном.